# آتسوتاکا ناکامورا
آتسوتاکا ناکامورا (انگلیسی: Atsutaka Nakamura؛ زادهٔ ۱۳ سپتامبر ۱۹۹۰) بازیکن فوتبال اهل ژاپن است.
از باشگاه‌هایی که در آن بازی کرده‌است می‌توان به باشگاه فوتبال کاشیما آنتلرز اشاره کرد.